# Bordetel·la
Bordetel·la (Bordetella) és un gènere de proteobacteris format per cocobacils petits, entre 0,2-0,7 µm. Les espècies de bordetel·les són aeròbiques estrictes.
Les espècies B. pertussis, B. parapertussis, B. bronchiseptica són patògenes per als humans, però només B. bronchiseptica és mòbil.
B. pertussis i B. parapertussis provoquen la tosferina. B. bronchiseptica és l'agent causal de la bronquitis. Altres espècies de bordetella com B. avium o B. hinzii provoquen malalties semblants en altres mamífers i ocells.